# Östergötlands Lantmannatidning
Östergötlands Lantmannatidning var en dagstidning utgiven i Norrköping från 23 november 1918 till 22 december 1925. Tidningens fullständiga titel var Östergötlands Lantmanna-tidning.

## Redaktion
Redaktionsort  för tidningen var Norrköping, Trädgårdsgatan 31. Redaktör  hette Gustaf Ernfrid Österlund, och han var också ansvarig utgivare. Tidningen var politiskt neutral och kom ut en gång i veckan lördagar.

## Tryckning
Förlaget för tidningen var  Östergötlands landtmannatidnings aktiebolag  i Norrköping. Tryckeri var Norrköpings tidningars aktiebolag  i Norrköping. Tidningen trycktes bara  i svart färg, med antikva på stora satsytor 52 x 35 cm respektive 52 x 41,5 cm. Tidningen hade 6 -12 sidor. Prenumerationspriset var 1,50 kr 1918 till 1920 och 1921 -1925 2,50 kr.
Period  1922-01-01--1922-05-20 saknas i Kungliga Bibliotekets samling.